# Sybille Reider
Sybille Reider, née le 8 octobre 1949 à Weißenfels (Allemagne), est une femme politique est-allemande. Membre du Parti social-démocrate (SPD-Est), elle est brièvement ministre du Commerce et du Tourisme en 1990, peu avant la réunification.

## Biographie
Après avoir suivi une formation d'infirmière et des études de droit, Sybille Reider devient chargée de cours en droit à la Hochschule für Technik, Wirtschaft und Kultur Leipzig (de).
Elle est députée à la Chambre du peuple. En 1990, elle intègre le cabinet de Maizière comme ministre du Commerce et du Tourisme. Après la réunification, désabusée, elle quitte la vie politique.
En 2001, elle devient maire honoraire du quartier de Wengelsdorf, dans sa ville natale de Weißenfels. Elle travaille dans l'entreprise de construction de son mari.